# СТС
СТС е руска ефирна телевизия, създадена на 1 декември 1996 година. Излъчва се от Москва. Профилът на телевизията е развлекателен. Каналът излъчва голям брой филми, телевизионни сериали и телевизионни предавания.
От 2009 г. започва излъчване международна версия на телевизионния канал, известна като СТС International.

## Оригинални руски сериали
- Бедната Настя (Бедная Настя) – теленовела, 2003 – 2004
- Кадетство – драмеди, 2006 – 2007[4]
- Дъщери на татко (Папины дочки) – ситком, 2007 – 2013[5][6]
- Ранетки – драмеди, 2008 – 2014[7]
- 80-те (80-е) – ситком, 2012 – 2016[8]
- Докато папратът цъфти (Пока цветёт папоротник) – приключенски фантастичен сериал, 2012
- Кухня – ситком, 2012 – 2016
- Последният от Магикян (Последний из Магикян) – ситком, 2013 – 2015
- Двама бащи, двама синове (Два отца и два сына) – ситком, 2013 – 2016
- Младежка (Молодёжка) – драмеди, 2013 – 2018[9]
- Лондонград – приключенски екшън, 2015
- Хотел Елеон (Отель Элеон) – ситком, 2016 – 2017
- Иванови-Иванови (Ивановы-Ивановы) – ситком, от 2017 г.
- Беловодие. Тайната на изгубената страна (Беловодье. Тайна затерянной страны) – приключенски фантастичен сериал, 2019
- Леля Марта (Тётя Марта) – ситком, 2022 – 2024[10][11]
- Дъщери на татко. Нов (Папины дочки. Новые) – ситком, от 2023 г.

## Филми
СТС участва в заснемането и разпространението множество руски филми сред които „9 рота“, „Мъгла“, „Кухня в Париж“, „Трите котки и морето от приключения“, „Чебурашка“ и др.